# クジラと生きる

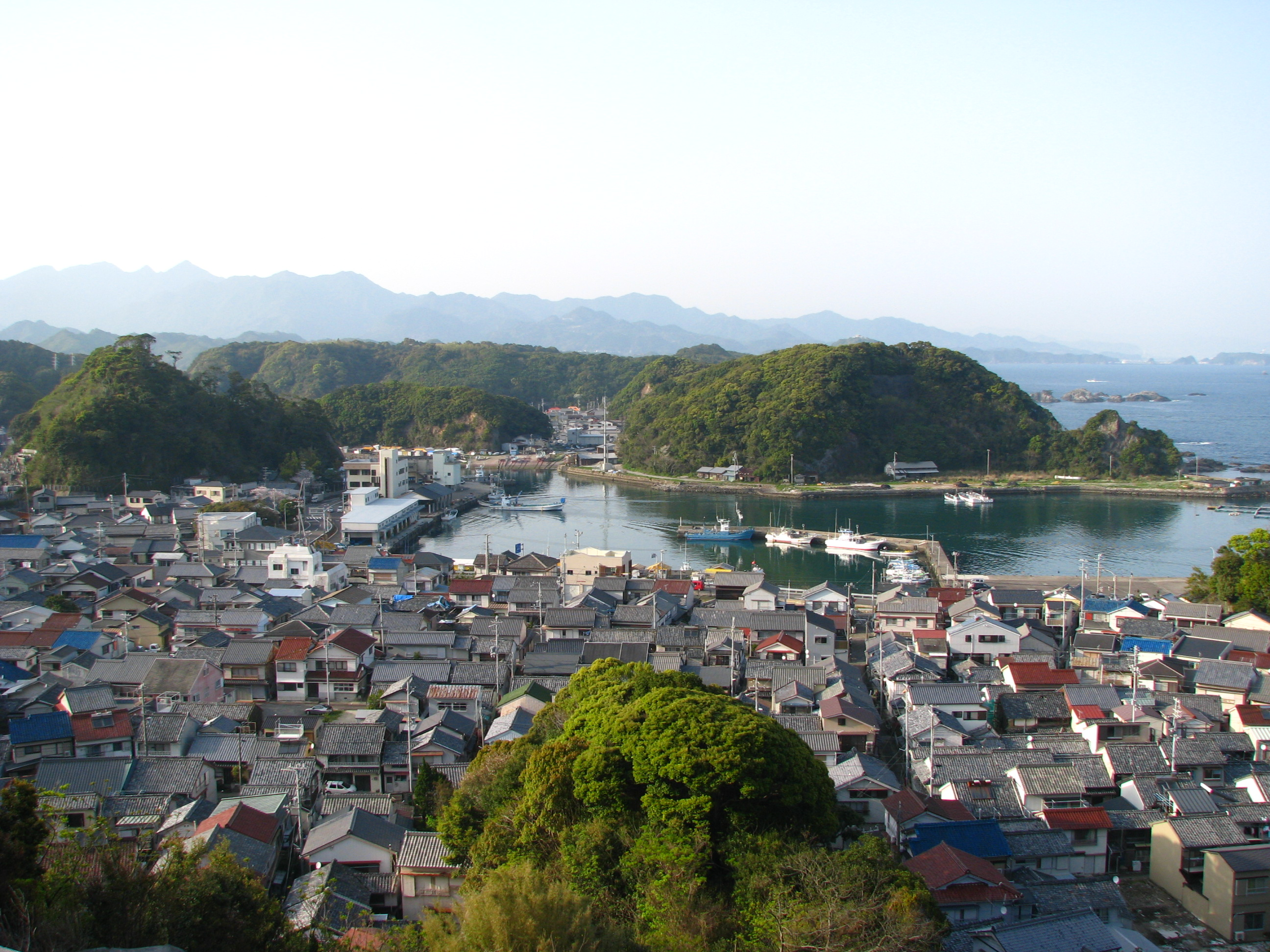
太地町の街並み（人口3千余りの小さな漁村である）

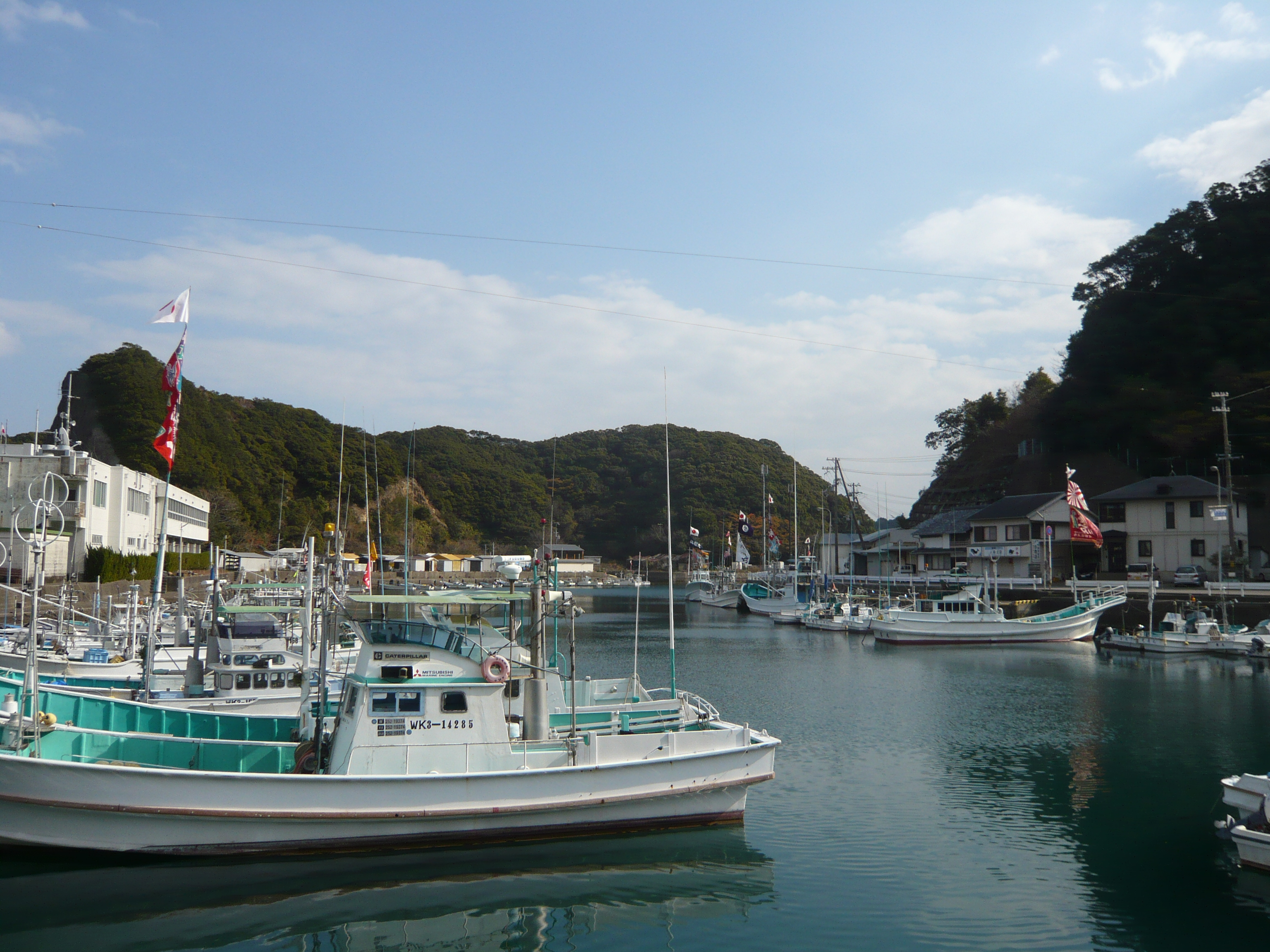
太地港の漁船（太地には百隻以上の漁船がある）

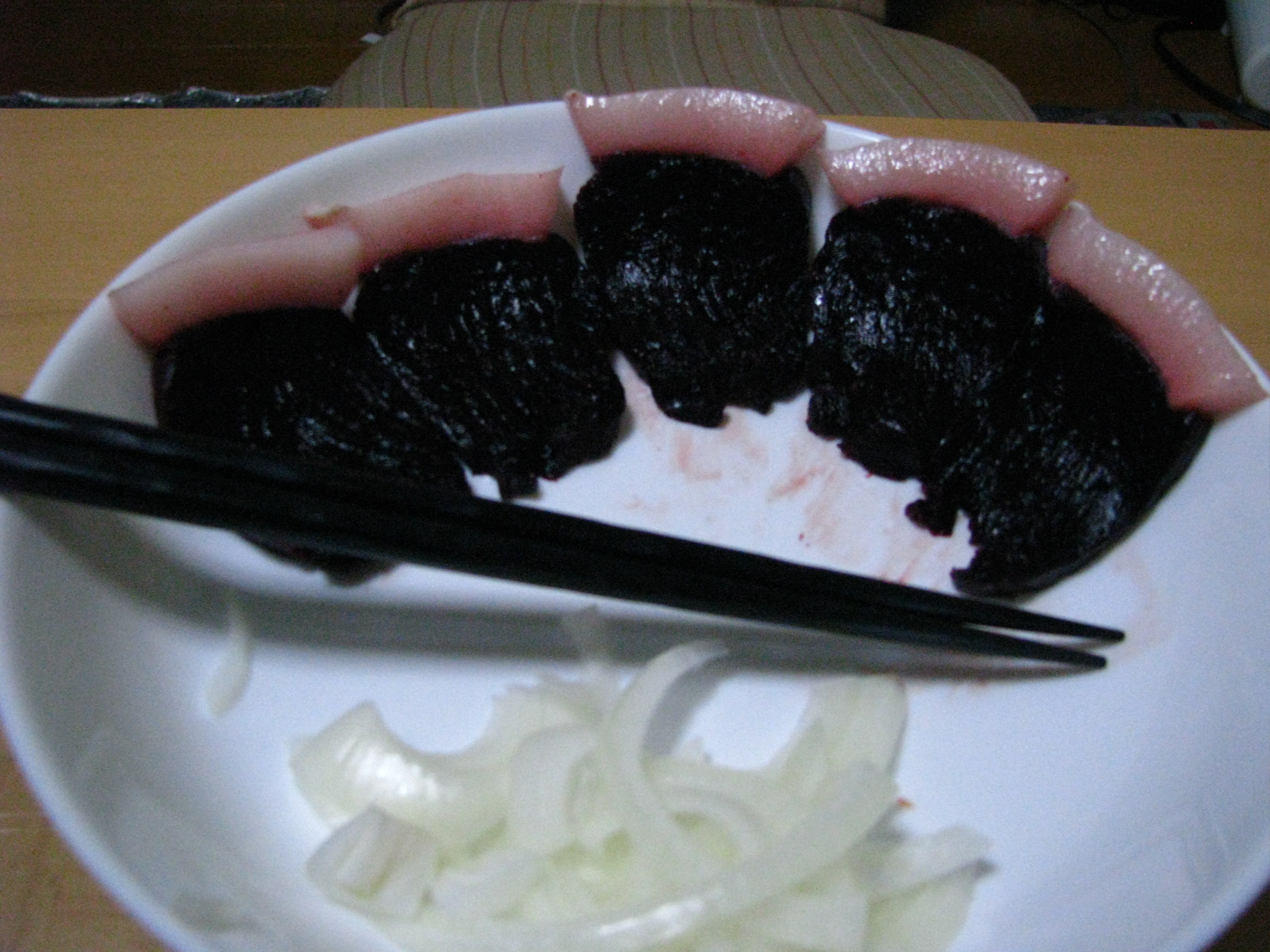
イルカの刺身（太地では伝統的な食材で、番組にも登場した）

『NHKスペシャル クジラと生きる』（エヌエイチケイスペシャル クジラといきる）は、NHK総合テレビにて2011年5月22日に放送されたドキュメンタリー特別番組である。映画『ザ・コーヴ』の舞台となった和歌山県の東牟婁郡太地町を半年間取材し、主に漁業者の心中を描いた。太地町で実際に発生した反捕鯨団体シーシェパードの嫌がらせ活動を浮き彫りにしたことで日本国内に波紋を広げ、シーシェパードが行う違法行為を含む数々の妨害行為に傍若無人などの非難の声が多く上がった。

## 放送
2011年5月22日夜9時にNHKが『NHKスペシャル クジラと生きる』を放送した。太地町の太地いさな組合や町の住民が出演するドキュメンタリーだった。人口3千余りの小さな町で巻き起こった捕鯨をめぐる2010年 - 2011年の6か月間の漁期の記録であった。番組では、小型捕鯨の追い込み網漁や、太地いさな組合の加入者とその家族、地域の様子や、反捕鯨団体シーシェパードによる違法行為も含む数々の嫌がらせや妨害の行動が撮影されていた（シーシェパードはNHKのテレビカメラの前でも、漁師の車を足止めしての業務妨害や、長時間の執拗な暴言による罵倒など違法性が高い行為を行った。シーシェパードの言動は、後の番組審議会で、「太地町の人たちにひどい暴言を吐いている」、「ごう慢で人を見下した態度」、「過激で卑劣な言動」、「執ようなまでの行動」、「非常識的な活動」、「本来の自然保護という立場からかけ離れている」などと形容されるものだった）。
『クジラと生きる』の番組の宣伝は、主に以下の様な記述であった。

## あらすじ
状況
和歌山県にある太地町の沖合は黒潮と陸潮（おかじお）がぶつかる豊かな漁場で、鯨も集まる場所であり、400年前から鯨を獲って人々はそれを糧に暮らし、21世紀の現在も町の経済を支える。ところが、2009年7月に公開された映画『ザ・コーヴ』を契機に、知能の高い鯨の捕殺は許されないと主張する海外の反捕鯨団体シーシェパードなどが太地町の漁師たちに嫌がらせや妨害をするために、町に常駐する様になり、太地町の暮らしが危機に直面し、2010年11月、町と反捕鯨団体は意見交換会を行った。だが、話し合いは平行線に終わった。
太地町で鯨捕りが始まった。沖に出た漁師らはマッコウクジラを見つける。マッコウクジラなど大型のクジラは捕獲が禁止されているため、手は出さない。更に獲物を探すと、捕獲が許可されているハナゴンドウの群れを発見。素早く捕獲のために陣形を組む。"人と鯨の知恵比べ"という太地沖合での追い込み網漁の様子が見事なカメラワークで撮影された。そして、鯨は畠尻湾に誘導され網で囲われた。入り江（影浦）をシート（天幕）で覆った後に、活け締め（捕殺）の作業が行われる。天幕で覆うことについて、漁師は、時代が時代やから、見せてはならんのですと語った。その後、クジラは解体場に運ばれて捌かれ、魚市場に行く。漁に国際的な規制は無いものの、国によって捕獲頭数の制限がなされている。作業が終わった漁師は漁協で国や県あての報告書を書いていた。
反捕鯨団体らは鯨の命を絶つ瞬間の刺激的な映像を盗撮し、その映像をインターネットに公表することで反捕鯨の国際世論を高め、鯨漁を中止に追い込む作戦だった。毎日、漁師が鯨を追い込む湾に押しかけて撮影しようとし、撮影を阻止する対策を行う漁師たちへシーシェパードのメンバーは挑発的な言動を繰り返す。だが、映画『ザ・コーヴ』で、挑発に怒る漁師を悪役に仕立て上げて描かれたため、漁師たちはじっと耐えるしかない日々が続く。
太地町には捕鯨にまつわる文化が多い。太地の恵比寿神社にはクジラの骨の鳥居（鯨の鳥居）がある。また、江戸時代に描かれた『紀州太地浦鯨大漁之図』を紐解きながら、太地の町には、古式捕鯨の時代の鯨捕りの役目とかかわりがある珍しい苗字を持つ家が幾つもあることを解説。また、漁師は現物支給された鯨肉を30軒以上におすそ分けしている（皆で助け合って生きる文化が残る）。
シーシェパードとの闘い
（シーシェパードの行為は、昔から続く営みとして牛や豚と同様に鯨を食してきた住民たちにとっては、先祖から引き継いだ文化を壊されるものであり、自分たちとは全く異なる価値観を押し付けてくる思わぬ外圧に憤り、断固拒否しながらも、平静さを装う努力や忍耐を示し、命を戴くこと、人間が生きていく業（ごう）の深さを真摯に見つめなおす。この外圧が突き付けた波紋は、学校、家族、町全体にも広がっていく。）
12月になると、シーシェパードの妨害活動が活発化し、カメラの前で車を足止めし、金をちらつかせる嫌がらせをする。更に2011年1月、反捕鯨団体は活け締めの現場をインターネットに動画で公開する。これは天幕やカーテンの隙間から撮影されたものだった。町役場や漁協に抗議が殺到することが濃厚な事態に、いさな組合は寄り合いで、解散するか（漁を止めるという意）という言葉も出るほど深刻な問題になった。
中学校では捕鯨と反捕鯨の対立の解消を考える授業が行われ、漁を肯定する意見ばかりだった。漁師の子は自宅で家族に伝えた。母親が鯨は賢い生き物だと言うと、子は、賢くない生き物は殺していいのか、とやり取りした。
2月、再び漁師たちに衝撃が走る。今度は、至近距離からの活け締めの様子を撮影した動画が、反捕鯨団体のホームページに公表されたのだ。今回は、夜間に隠しカメラを仕掛けていたと考えられ、防ぐ手段が無く、漁師らは自分たちの仕事に苦情が出るのを苦悩する。（捕鯨だけではなく、）全ての人間は生きていく上で他の動物の命を戴いていると世界に訴えねばならないと語る漁師もあった。
2月半ば、シーシェパードによる南氷洋での調査捕鯨への激しい妨害活動を受け、日本政府は調査捕鯨の作業中止を決断。このことに、太地の漁師も動揺する。しかし2月25日、漁師たちは今季最後となる漁に出発するのだった。

## 出演者
『クジラと生きる』はドキュメンタリーであるため、出演した者は実際の関係者であり、声のナレーター（語り）のみが俳優の高橋克実となっている。NHKの制作秘話では、高橋はナレーションで驚異的な集中力を見せ、3時間休憩なしで取り終えたという。

## 番組制作
『クジラと生きる』の制作は、NHK大阪局、和歌山局が行った。
NHKによると、当初、現地の人たちは映画『ザ・コーヴ』の影響からか取材を拒否することがあり、時間をかけて信頼関係を作っていった。また、番組はその土地に生きる伝承や風習を描いた。何千年と続いた自分たちの暮らしが、シーシェパードに揺さぶられたことによって、自分たちの生き方に疑問を持った漁師たちの心中を描いた。今回の番組は、シーシェパードとの対立で終わっているが、7月放送のETV特集では、より深く日本人の心根の部分に焦点を当てたい、との説明があった。
※『クジラと生きる』ではイルカを（小型）鯨と表現するが、その理由は、現地（太地町）ではイルカとクジラをあまり区別していないことや、生物学上、イルカは鯨類（クジラ目）であるため、"鯨漁"と表現したとNHKは説明した（ゴンドウクジラを主に獲るか、イルカを主に獲るかで、クジラ漁、いるか漁と区別する向きもあるため、番組審議会で尋ねられた）。

## 意見
『クジラと生きる』は視聴者が非常に考えさせられる番組だったようで、放送後に番組について様々な意見があった。
国会では伊東良孝（自由民主党衆議院議員）が、シーシェパードの太地町での傍若無人ぶりや、身勝手な活動にふれた上で、「法治国家日本において、いかに外国人とはいえ、このような無法が許されていいはずがない」と述べた。和歌山県知事の仁坂吉伸は、住民の暮らしの安心の立場から、「テレビを見て、挑発に乗らず耐えておられる太地の方々を見て、この人々を絶対に見棄てないぞとの決意を新たにしました。」と述べている。また、生態学者の松田裕之（横浜国立大学教授）は、NHKは、映画『ザ・コーヴ』（の一方的な主張）と違い、非常にバランスのとれた撮り方をしていると評した。名古屋大学准教授の野村 康は、『クジラと生きる』などに映し出された（シーシェパード）の活動家は、違法性が高い行為を日常的に繰り返しているとし、例として、Killer（殺し屋）などの様々な罵倒を長時間執拗に浴びせて挑発する行為や、漁業者の車両の前に立ちふさがり（或いは座り込んで）、移動を妨げる業務妨害を挙げている。
同年6月などに行われたNHKの放送番組審議会では、『クジラと生きる』について、番組内で傍若無人と描かれたシーシェパードへの非難の意見が多数あり、そして、漁業関係者への同情の声が圧倒的で、漁師は（伝統文化の保護者だからと言う理由ではなく、）今までも鯨と共に生きてきたのだから、今後も鯨と共に生きるのだろう、と感想を持った者もいた。また、クジラと日本の食の文化の面を取り上げて、問題点をもう少し掘り下げればよかったのではないかという意見や、太地町とシーシェパードの話し合いがどのように平行線に終わったのか詳しく取材したほうが良いという意見や、シーシェパードの資金源や実態を詳しく報道したほうがよい、などの意見があった。或いは、一般の視聴者からはもっと世界に捕鯨について伝えるべきだなどの意見や感想が、30代から70代までの幅広い年齢層から番組に寄せられた。
2011年12月、水産庁は5月に『クジラと生きる』が公開されてから、太地町へ激励の電話が増えたと公表した。

### 評価
- 放送批評懇談会の第49回ギャラクシー賞の奨励賞受賞[16]。
- 平成23年度文化庁芸術祭の参加作品[17]。

## 関連の番組
- 2010年7月6日（火）、クローズアップ現代『映画“ザ・コーヴ”問われる“表現”』[5]
- 2010年8月1日（日）、紀の国スペシャル『どうなる? 400年の捕鯨文化』、総合 13:05 - 14:30 和歌山県域[5]
- 2011年6月18日、NHK-BS1で『ドキュメンタリーWAVE 小さな町の国際紛争 -太地町とブルーム市の苦悩-』[18]
- 2011年7月24日、NHK-ETVで『ETV特集 鯨の町に生きる』[19]

番組審査会では、『ドキュメンタリーWAVE』の『小さな町の国際紛争 -太地町とブルーム市の苦悩-』について、『クジラと生きる』と同一のテーマを異なる観点から扱った作品群として周知すべきではないのかとする意見もあった。
民放ではテレビ朝日が、同年2月に『報道発 ドキュメンタリ宣言 「あのシーシェパードが日本上陸 和歌山・太地町でイルカ漁妨害 その真意は」』が制作されている。